# 勻杯

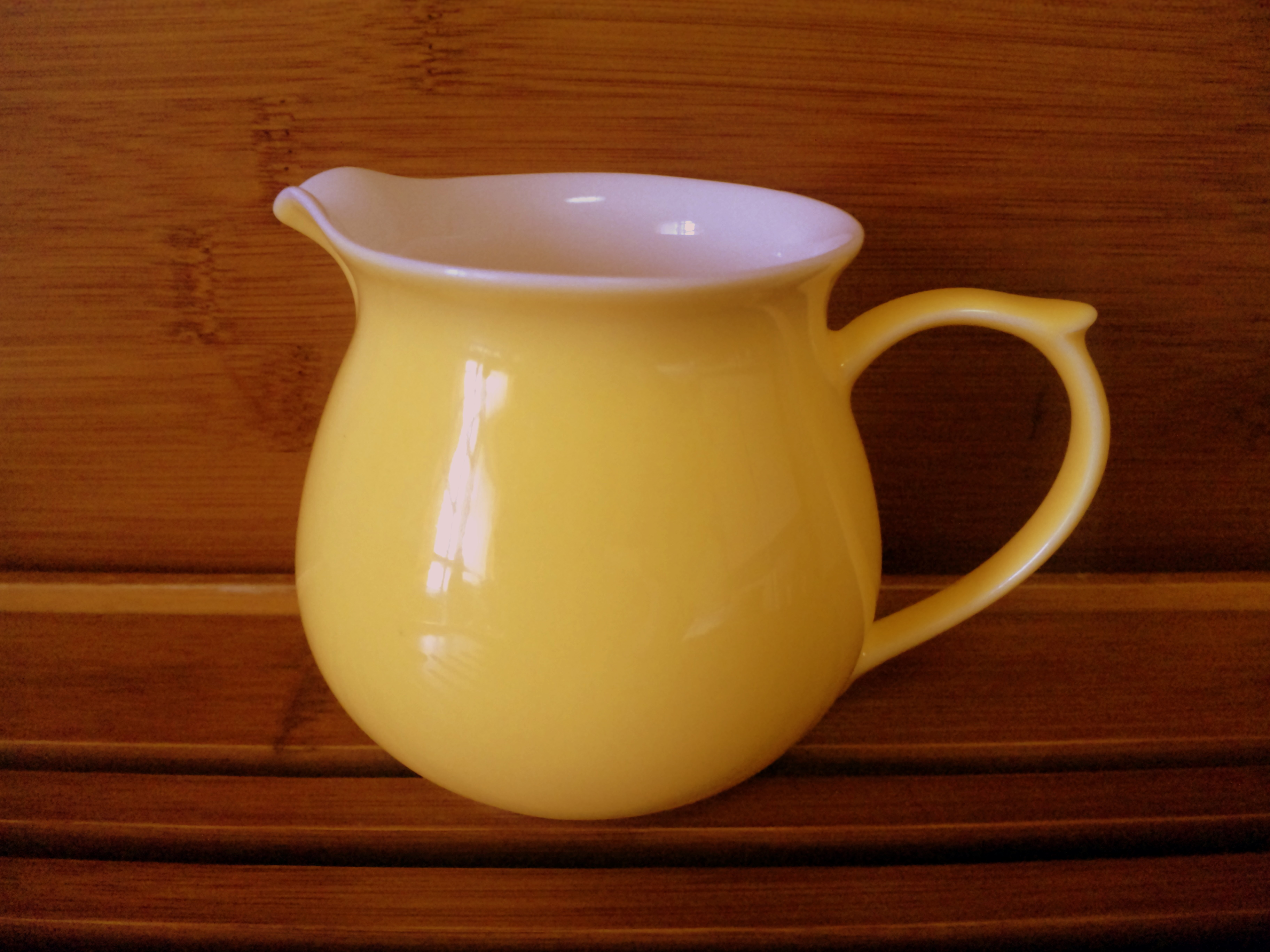
帶把黃釉勻杯

勻杯，或名茶盅、茶海、公道杯、分茶器、母杯，是一種漢族地區的新興瀹茶茶具，多爲陶瓷器或玻璃器。
東亞文化圈中的日本、朝鮮半島等地也有着相似外觀或相似用途的茶器。

## 名稱
「勻杯」一名由臺灣紫藤廬於1980年代命名，「茶盅」一名則由臺灣陸羽茶藝中心於1980年代命名。「茶海」一名出現晚於「勻杯」、「茶盅」。「公道杯」本指一種以虹吸為原理的分酒器，而現時的勻杯主要作用是分茶，與這種器具作用相近，又因能使茶湯濃度均勻，因此成為勻杯的俗稱。分茶器一名是根據其分茶的功能命名。
相似外觀或用途的茶器，日語稱為湯冷（日语：湯冷まし），朝鮮半島則稱為熟盂（：／），或以固有詞稱為。越南稱為(缶專)茶（越南语：／）。

## 歷史
勻杯在漢族茶文化中的使用可能自臺灣茶人開始。一說是在臺灣日治時期受日本煎茶道的湯冷影響
，另一說稱乃在1980年代仿照西洋奶盅所創。日本清酒的分酒器片口也被華人作勻杯之用。
朝鮮半島的相似瀹茶茶器稱作熟盂（：／），與唐代茶人陸羽的作品《茶經》中所載的熟盂同名。熟盂是一種碗形茶器，用於煮茶法中。一說，有出水口的熟盂稱為流盂，與現代的朝鮮熟盂外形有相似之處。但兩者的傳承關係尚得不到證明。

## 各地的發展

### 朝鮮半島

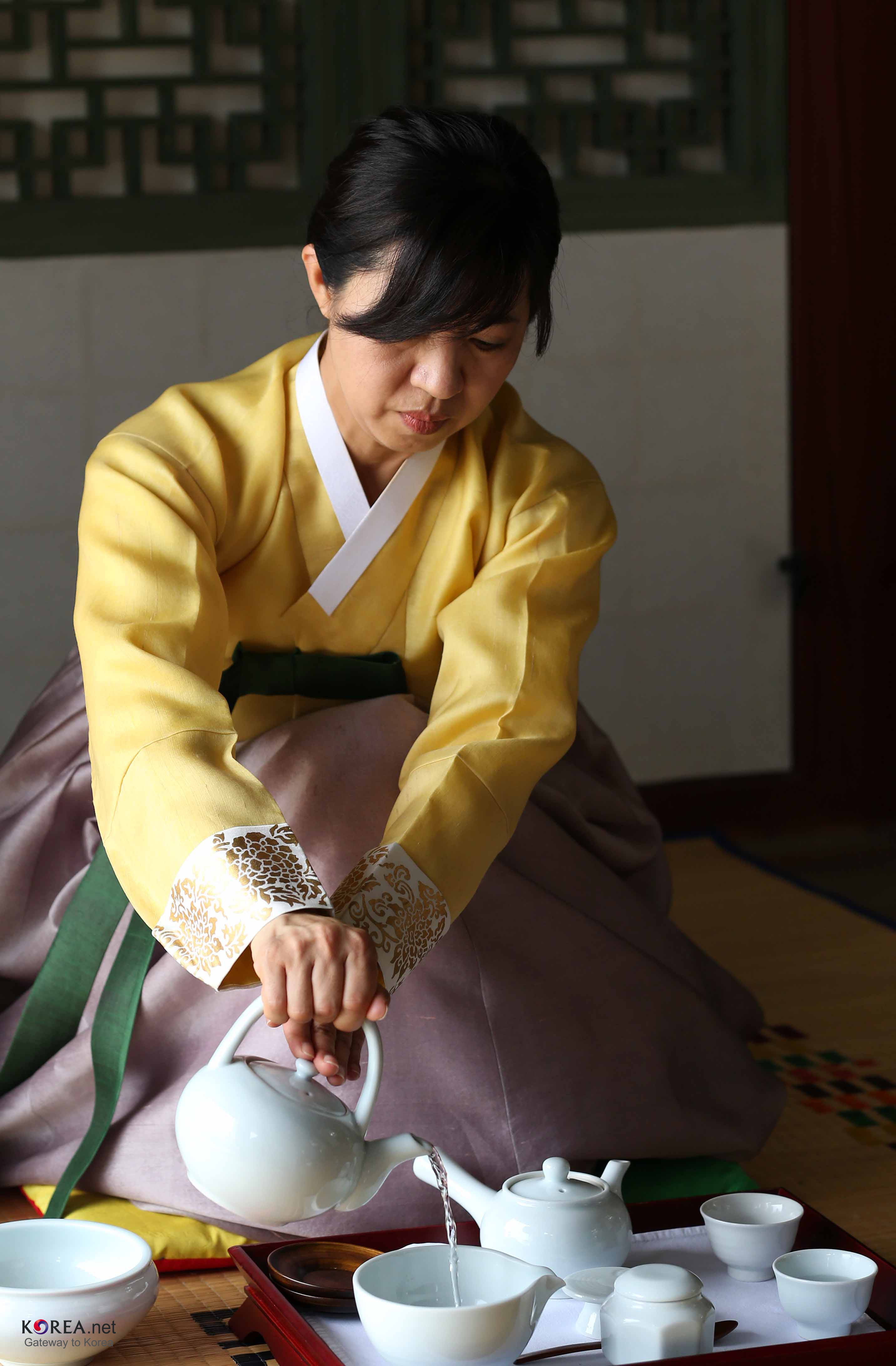
以熟盂冷卻開水之一例

熟盂（朝鮮語/韓語：熟盂／숙우/물 식힘 그릇/물식힘 그릇/식힘그릇）是朝鮮半島的瀹茶茶具，即用以冷卻開水和泡好的茶湯，並將茶湯倒入並分至茶盞中。多爲帶尖嘴出水口的碗狀形制，也有帶流子的形制（形如無蓋茶壺）。

## 用途
均勻茶湯濃度、分茶
以茶壺或蓋碗等泡茶後，將茶湯注入此器，再倒在各個茶盞中，可以使茶湯均勻，並避免茶湯外灑，保持桌面乾爽。故免去了潮州工夫茶程式中的“關公巡城”、“韓信點兵”。亦可避免茶葉在茶壺或蓋碗中泡浸過久，使茶湯變得苦澀。而在比較不同泡、不同茶樣的茶湯，把不同的茶湯分裝在不同勻杯，可以方便評比。日本的煎茶道中則多設兩個茶壺，一作泡茶用，一作分茶用。
也有觀點認爲現時泡需要滾燙熱水沖泡的茶類使用勻杯只是增加表演因素，卻使茶湯溫度降低，折損了口感。
降溫
一些茶類如綠茶、白茶、青普、白毫乌龙等不宜使用過於滾燙的水沖泡，可將沸水先倒在勻杯中降溫後再注入茶葉上。亦有觀點認為如在茶會中因為臨時知道水溫過高而用勻杯降溫，要賓客等候，是失禮的行為。
日本的玉露茶在沖泡後被倒入湯冷中降溫至四十度，以達到最佳口感。
泡茶
可將茶葉置其中，作茶壺之用。

## 形制
現時漢族茶具中勻杯形制分為有柄和無柄兩種，有柄者的柄又可分為把狀和耳狀兩種。出水處有以尖嘴口出水者，也有以流子作為出水口，形如無蓋之茶壺。
日本茶具中的湯冷早期為無柄碗形，有尖嘴出水處，後來受到漢族勻杯影響，出現有柄的形制。朝鮮茶具中的熟盂原為有尖嘴出水處的碗形，後來漢族勻杯影響，出現有柄的形制。越南茶具中的(缶專)茶=與漢族勻杯相似。